# Résolution 2231 du Conseil de sécurité des Nations unies
Membres permanents
- Chine
- États-Unis
- France
- Royaume-Uni
- Russie

Membres non permanents
- Angola
- Chili
- Espagne
- Jordanie
- Lituanie
- Malaisie
- Nigeria
- Nouvelle-Zélande
- Tchad
- Venezuela

Résolution no 2230 Résolution no 2232
La résolution 2231 du Conseil de sécurité des Nations Unies a été adoptée à l'unanimité du 20 juillet 2015 approuvant le Plan d'action global commun conclu à Vienne le 14 juillet 2015 sur le programme nucléaire de l'Iran. Il définit un processus et un calendrier d’inspection tout en préparant la levée des sanctions des Nations Unies contre l'Iran. Les 15 pays membres du Conseil de sécurité ont approuvé à l’unanimité l'Accord, qui avait été négociée par les membres permanents du Conseil de sécurité des Nations Unies — la France, le Royaume-Uni, la Chine,  la Russie et les États-Unis — ainsi que l’Allemagne, l’Union européenne et l’Iran. 

## Réaction de l'Iran
Après la résolution, le ministre iranien des Affaires étrangères a déclaré : « la nation iranienne devrait ressentir des changements fondamentaux conformément à la résolution 2231 du Conseil de sécurité de l'ONU ». 

## Accusations de violation de l'Accord par l'Iran
Le 29 mars 2016, les États-Unis, le Royaume-Uni, la France et l'Allemagne ont écrit une lettre conjointe au secrétaire général des Nations Unies Ban Ki-moon accusant l'Iran de « défier » la résolution 2231 du Conseil de sécurité par des essais de missiles menés depuis l'accord. La lettre indiquait que les missiles étaient « intrinsèquement capables de transporter des armes nucléaires ». Elle n’a cependant pas été jusqu’à dire que ces tests étaient illégaux. La résolution 2231 appelle l'Iran à s'abstenir de toute activité liée aux missiles à capacité nucléaire (« L’Iran est tenu de ne mener aucune activité liée aux missiles balistiques conçus pour pouvoir emporter des armes nucléaires, y compris les tirs recourant à la technologie des missiles balistiques » ), mais selon des diplomates anonymes dans un rapport de la Deutsche Welle, le langage n'est pas juridiquement contraignant et ne peut pas être appliqué par des mesures punitives.

### Attaques de drones en 2020
Le 9 juin 2020, le secrétaire général de l’ONU, António Guterres, a déclaré dans son rapport biennal au Conseil de sécurité de l’ONU sur l’embargo sur les armes contre l’Iran que les missiles de croisière utilisés lors de multiples attaques de 2019 contre l'Arabie saoudite étaient d’origine iranienne. Les missiles de croisière ou drones utilisés lors des attaques d’Afif en 2019, d'Abqaiq-Khurais en 2019 et de l'aéroport international d’Abha en 2019 étaient d’origine iranienne, tout comme plusieurs articles de matériel interceptés par les États-Unis en novembre 2019 et février 2020. Certains articles auraient été transférés en Iran entre février 2016 et avril 2018 d'une manière peut-être « incompatible » avec la résolution 2231: 

« Le Secrétariat estime que les missiles de croisière et/ou leurs éléments utilisés dans les quatre attaques sont d'origine iranienne. »

À l'époque, l'ambassadrice des États-Unis auprès de l'ONU, Kelly Craft, avait déclaré qu'à la suite du rapport Guterres, elle « diffuserait bientôt un projet de résolution visant à prolonger l'embargo sur les armes contre l'Iran ». Les diplomates ont déclaré que Washington pourrait probablement faire face à une « bataille difficile et désordonnée ».

### Trafic de drones vers la Russie en 2022
Le 18 octobre 2022, le département d’État étatsunnien a accusé l’Iran d’avoir violé la résolution 2231 en vendant des drones Shahed 131 et Shahed 136 à la Russie,, rejoignant ainsi des évaluations similaires de la France et du Royaume-Uni. L'Iran a nié avoir envoyé des armes destinées à être utilisées dans l'agression russe contre l'Ukraine,. Le 22 octobre, la France, la Grande-Bretagne et l’Allemagne ont officiellement demandé une enquête menée par l’équipe de l’ONU chargée de la surveillance de la mise en œuvre de la résolution 2231 du Conseil de sécurité. 
En réponse à ces accusations, l'ambassadeur d'Iran auprès de l'ONU a écrit au Conseil de sécurité les 19 et 24 octobre qu'il s'agissait d'une interprétation erronée du paragraphe 4 de l'annexe B de la résolution, qui stipule clairement qu'elle s'applique aux éléments qui « pourraient contribuer au développement de systèmes de lancement d'armes nucléaires », ce que ces drones ne pouvaient pas faire,.
Le 26 octobre, la question de procédure de savoir si un groupe d'États membres pouvait demander au Secrétariat de mener une enquête plutôt que le Conseil de sécurité dans son ensemble a été discutée lors d'une réunion du Conseil de sécurité. Le conseiller juridique des Nations Unies , Miguel de Serpa Soares, a déclaré que le Secrétaire général des Nations Unies et le personnel du Secrétariat « ne doivent pas solliciter ou recevoir d'instructions d'un gouvernement », mais peuvent prendre note des informations portées à leur attention,,.

## Motions de rétablissement des sanctions
Le 14 août 2020, une proposition des États-Unis visant à prolonger les restrictions sur les armes à destination de l'Iran, qui devaient expirer en octobre de la même année en vertu de la résolution 2231, a été rejetée au Conseil de sécurité, seule la République dominicaine votant en faveur au côté des États-Unis, tandis que la Chine et la Russie ont voté contre. Les 11 membres restants du Conseil, parmi lesquels figuraient les délégations britannique, allemande, française, belge et estonienne, se sont abstenus lors du vote. En réponse à ce vote, l'ambassadeur iranien aux Nations Unies, Majid Takht-Ravanchi, a déclaré que « le résultat du vote au Conseil de sécurité de l'ONU sur l'embargo sur les armes contre l'Iran démontre, une fois de plus, l'isolement des États-Unis. Le message du Conseil est : non à l'unilatéralisme »,.
Le 19 août 2020, le secrétaire d'État américain Mike Pompeo a déclaré que son gouvernement avait l'intention d'utiliser la clause dite de « snapback » (retour en arrière) du paragraphe 11 du document, dans laquelle tout membre de l'Accord de Vienne peut « exiger le rétablissement de toutes les sanctions de l'ONU ». La motion de retour en arrière, qui est prévue en cas de non-respect significatif de la résolution par l'Iran, « déclenche un délai de 30 jours pendant lequel le Conseil de sécurité de l'ONU doit voter en faveur du maintien de l'allègement des sanctions accordé à l'Iran en échange de restrictions sur son programme nucléaire ». Ce vote du Conseil de sécurité de l'ONU « ne peut être bloqué par un veto ». 
Le 16 septembre 2020, Elliott Abrams, l'« envoyé spécial » des États-Unis pour l'Iran, a annoncé que toutes les sanctions de l'ONU seraient « rétablies » à 20h00 (heure d'hivers de New York) le 19 septembre. Abrams a déclaré : « Nous attendons de tous les États membres de l'ONU qu'ils assument leurs responsabilités et respectent leurs obligations de faire respecter ces sanctions. Si d'autres nations ne le font pas, je pense qu'il faudrait leur demander… si elles ne pensent pas affaiblir la structure des sanctions de l'ONU. » D'autres nations défendent une position selon laquelle, en mettant fin à l'Accord de Vienne, les États-Unis se sont exclus de son adhésion et ne peuvent donc plus en bénéficier. 
L'embargo sur les armes conventionnelles iraniennes a pris fin en octobre 2020, tandis que les restrictions imposées à l'Iran concernant les missiles et les technologies connexes ont pris fin en octobre 2023.

## Voir également
- Résolutions 1696, 1737, 1747, 1803, 1835 et 1929 du Conseil de sécurité des Nations Unies
- Liste des résolutions du Conseil de sécurité des Nations unies sur l'Iran
- Programme nucléaire de l'Iran
- Sanctions internationales